# Venezillo coloratus
Venezillo coloratus är en kräftdjursart som först beskrevs av Barnard 1932.  Venezillo coloratus ingår i släktet Venezillo och familjen Armadillidae. Inga underarter finns listade i Catalogue of Life.